# Que se mueran los feos
Que se mueran los feos és el títol d'una pel·lícula espanyola dirigida per Nacho G. Velilla, director i guionista d'altres pel·lícules i sèries com Aída o Médico de familia. És protagonitzada per Javier Cámara i Carmen Machi.

## Sinopsi
Eliseo, coix i no gaire agraciat, viu amb la seva mare i el seu oncle Auxilio, etern malalt de càncer. No ha trobat a la dona de la seva vida i no coneix l'amor, així que es dedica a cuidar de la granja familiar. Anys enrere ja havia renunciat al seu somni, entrar en el conservatori i estudiar trompeta, però la seva mare acaba convencent-lo que torni a estudiar música. No obstant això, els seus plans es trunquen amb la defunció de la mare en ser atropellada precisament quan s'acomiadava del seu fill. Després del tràgic succés, el protagonista decideix establir-se definitivament al poble, resignat a ser l'etern solter del poble.
Per part seva, Nati, cunyada d'Eliseo, acudeix a la casona familiar buscant refugi i afecte després d'assabentar-se de la infidelitat del seu marit. Nati, que ha superat un càncer de mama, mostra una alegria de viure que contagia al desconfiat Eliseo. Després d'un rocambolesc concurs de vaques, tenen lloc les festes del poble, durant les quals totes les històries es creuen i acaben produint situacions hilarants i emotives.

## Personatges
- Javier Cámara és Eliseo, el lleig.
- Carmen Machi és Nati, la cunyada d'Eliseo.
- Hugo Silva és Román, el guaperas.
- Ingrid Rubio és Mónica, la perruquera lesbiana.
- Julián López és Bertín, el ximple del poble.
- Juan Diego és Auxilio, l'oncle d'Eliseo.
- Lluís Villanueva és Javier, el pare de família.
- Tristán Ulloa és Abel, el capellà.
- María Pujalte és Begoña, la dona de Javier.
- Kira Miró és Paloma, la rossa "recentment separada".
- Petra Martínez és la mare d'Eliseo.
- Goizalde Núñez és Rosa.

## Comentaris
La pel·lícula va ser rodada a Latiesas Altas, Jaca, Ansó i Vall d'Echo en la província d'Osca, també a Osca ciutat i a Saragossa capital durant el mes de juny de 2009. L'inici de la pel·lícula va ser gravat als voltants del Teatre Carlos III situat a San Lorenzo de El Escorial
Bandes sonores: Que se mueran los feos de Los Sirex i Eres Tú de Mocedades. Falta la música medieval que sona durant la processó de Setmana Santa.

## Guió
La pel·lícula narra la història d'amor, no amb noi i noia macos, sinó els dos són lletjos que s'asseguin acomplexats, i més en un poble on les relacions personals són totalment diferents a les de les grans ciutats, on persones molt diferents poden conèixer-se des de petits i convertir-se en grans amics. Creant-se una espècie de realisme màgic.

## Crítiques
Hi ha hagut bastantes crítiques en contra de la pel·lícula casos com el de Javier Ocaña que va dir:"Va de moderna, però és tan rància com qualsevol obra costumista del landisme dels setanta". La pel·lícula recorda a les pel·lícules d'aquest subgènere en el qual es van fer famosos actors com Alfredo Landa o Paco Martínez Soria i directors com Pedro Lazaga o Mariano Ozores. També recorda estèticament a les pel·lícules de Javier Fesser com El milagro de P. Tinto.

## Taquilla
En el seu primer cap de setmana, Que se mueran los feos va debutar en el núm.2 de la taquilla espanyola en 296 sales en recaptar 1.343.570 € després de ser vista per 207.923 espectadors. A 8 d'agost de 2010, i després de 12 setmanes, porta recaptats 6.634.286 € i ha estat vista per 1.085.151 espectadors. Superant l'èxit de l'anterior pel·lícula de Velilla.

## Premis i nominacions
Fotogramas de Plata
| Any  | Categoria               | Persona      | Resultat |
| ---- | ----------------------- | ------------ | -------- |
| 2010 | Millor actriu de cinema | Carmen Machi | Nominada |

Premis de la Unión de Actores
| Any  | Categoria                              | Persona        | Resultat |
| ---- | -------------------------------------- | -------------- | -------- |
| 2010 | Millor actriu de repartiment al cinema | Goizalde Núñez | Nominada |
| 2010 | Millor actriu de repartiment al cinema | Carmen Ruiz    | Nominada |

## Ajuda a la discapacitat
El dijous 24 de juny de 2010, s'ha projectat a la sala Lys de València, de manera gratuïta, la pel·lícula per a persones amb discapacitat. S'ha col·locat una pantalla de colors perquè segueixin el que diuen els actors les persones sordes, i uns auriculars on es relata a la perfecció la situació i els diàlegs dels personatges per als cecs. És la sisena pel·lícula que es projecta d'aquesta manera en València després de les espanyoles Agora, En Pérez, el ratolí dels teus somnis 2 i Los abrazos rotos, la britànica Slumdog Millionaire l'estatunidenca Indiana Jones i el regne de la calavera de cristall.